# Влюблённый Шекспир
«Влюблённый Шекспир» (англ. Shakespeare in Love) — романтическая комедия 1998 года, четвёртый полнометражный фильм режиссёра Джона Мэддена по сценарию Марка Нормана и Тома Стоппарда, спродюсированная Харви Вайнштейном. В главных ролях снимались Гвинет Пэлтроу, Джозеф Файнс, Джеффри Раш, Колин Фёрт, Бен Аффлек и Джуди Денч. Фильм рассказывает о вымышленной любовной связи между драматургом Уильямом Шекспиром (Файнс) и Виолой де Лессепс (Пэлтроу), когда Шекспир писал Ромео и Джульетту. Несколько персонажей основаны на исторических личностях, а многие персонажи, реплики и сюжетные приёмы отсылают к пьесам Шекспира.
Фильм Влюблённый Шекспир получил признание критиков и имел кассовый успех, собрав 289 миллионов долларов по всему миру и став девятым самым кассовым фильмом 1998 года. Он был отмечен за искусное построение сюжета и баланс комедии и драмы, а также за высокий уровень диалогов, актёрской игры и сценографии. Фильм получил многочисленные награды; он удостоился 3-х премий «Золотой глобус» (включая за лучший фильм — комедия или мюзикл и лучшую женскую роль в комедии или мюзикле за роль Пэлтроу), 2-х премий Гильдии киноактёров США (лучший актёрский состав в игровом кино и лучшая женская роль Пэлтроу), и 4-х премий Британской академии кино и телевизионных искусств (включая лучший фильм). В конечном итоге фильм получил 7 премий «Оскар» из 13 номинаций на 71-й церемонии вручения премии «Оскар»: лучший фильм (Дэвид Парфитт, Донна Джильотти, Харви Вайнштейн, Эдвард Цвик и Марк Норман), лучшая женская роль (Пэлтроу), лучшая женская роль второго плана (Денч), лучший оригинальный сценарий (Норман и Стоппард), лучшая музыка к музыкальному или комедийному фильму (Стивен Уорбек, лучшая работа художника-постановщика (Мартин Чайлдс и Джилл Куиртьер) и лучший дизайн костюмов (Сэнди Пауэлл).

## Сюжет
Лондон, 1593 год. Уильям Шекспир иногда играет в «Слугах лорда-камергера» и пишет пьесы для Филипа Хенслоу, владельца театра Rose. Страдая от творческого кризиса при написании новой комедии, «Ромео и Этель, дочь пирата», Шекспир пытается соблазнить Розалину, любовницу Ричарда Бёрбеджа, владельца конкурирующего театра Curtain, и убедить Бёрбеджа купить пьесу у Хенслоу. Шекспир получает совет от драматурга-конкурента Кристофера Марло, но впадает в уныние, узнав, что Розалин спит с церемониймейстером Эдсундом Тилни. Отчаявшийся Хенслоу, задолжавший безжалостному ростовщику Фенниману, все равно начинает прослушивание.
Виола де Лессепс, дочь богатого торговца, которая видела пьесы Шекспира при дворе, на прослушивании притворяется мужчиной по имени Томас Кент. «Он» заинтересовал Шекспира отрывком из Двух веронцев, но убегает, когда Шекспир расспрашивает ее. Шекспир преследует Кента до дома Виолы и оставляет записку кормилице, прося Кента начать репетиции в театре Rose.
Шекспир пробирается на бал в доме, где родители Виолы устраивают ее помолвку с испытывающим нужду аристократом лордом Уэссексом. Танцуя с Виолой, Шекспир лишается дара речи. Столкнувшись с Уэссексом, Шекспир представляется Кристофером Марлоу. Уэссекс выгоняет «Марлоу» и грозится убить его. Он находит Виолу на балконе, где двое признаются во взаимной привязанности, прежде чем Шекспира обнаруживает кормилица, и он убегает.
Вдохновленный Виолой, Шекспир быстро превращает пьесу в то, что станет «Ромео и Джульеттой». Репетиции начинаются, «Томас Кент» в роли Ромео, ведущий актер-трагик Нед Аллен в роли Меркуцио, мечтающий стать актером Фенниман получил небольшую роль. Шекспир узнает истинную личность Виолы, и у них начинается роман.
Виолу вызвали в суд, чтобы получить одобрение ее предполагаемого брака с Уэссексом. Шекспир сопровождает ее, выдавая себя за двоюродную сестру ее кормилицы, и убеждает Уэссекса поставить 50 фунтов стерлингов на то, что пьеса сможет отразить истинную природу любви. Такая сумма требуется, чтобы Шекспир купил долю в «Слугах лорда-камергера». Королева Елизавета I заявляет, что она рассудит спор.
Бёрбедж узнает, что Шекспир соблазнил Розалину и обманом выманил у него плату за пьесу, и вместе со своей компанией затевает драку в театре Rose. Актеры дают отпор Бёрбеджу и его людям и празднуют в пабе, где пьяный Хенслоу проговаривается Виоле, что Шекспир женат, хотя и не живет со своей женой. Становится известно, что Марлоу был убит, и Шекспир, мучимый чувством вины, предполагает, что Уэссекс убил Марлоу, посчитав его любовником Виолы. Виола считает, что Шекспира убили, но он появляется в церкви, что приводит Уэссекса в ужас. Он считает, что это призрак. Виола признается в любви к Шекспиру, но оба понимают, что она не может избежать обязанности выйти замуж за Уэссекса.
Джон Уэбстер, неприятный мальчик, слоняющийся около театра, шпионит за Шекспиром и Виолой, занимающимися любовью, и сообщает об этом Тилни, который закрывает театр Rose за нарушение запрета на женщин-актеров. Личность Виолы раскрыта, у Шекспира нет сцены и главного актера, но Бёрбедж предлагает свой театр, где убитый горем Шекспир сыграет Ромео. После свадьбы Виола узнает, что пьеса будет представлена в тот же день, и убегает в театр Curtain. Она подслушивает, что мальчик, играющий Джульетту, не может выступать, так как его голос ломается, и Хенслоу просит ее заменить его. Перед восторженной публикой она играет Джульетту, а Шекспир – Ромео.
Тилни прибывает, чтобы арестовать всех за непристойность из-за присутствия Виолы, но тут появляется Королева и останавливает его, утверждая, что сходство Кента с женщиной «поразительно». Не в силах расторгнуть законный брак, она приказывает Виоле отплыть с Уэссексом в колонию Вирджинию. Королева сообщает Уэссексу, который следовал за Виолой в театр, что Шекспир выиграл пари о «Ромео и Джульетте» и просит Кента передать тому 50 фунтов с указанием написать что-нибудь «чуть веселее в следующий раз, для Двенадцатой ночи».
Виола и Шекспир прощаются, и он клянется увековечить ее, представляя себе начало пьесы «Двенадцатая ночь», в образе пережившей кораблекрушение девушки, вынужденной выдавать себя за мужчину после путешествия в неизвестные земли.

## В ролях
| Актёр            | Роль                 |
| ---------------- | -------------------- |
| Джозеф Файнс     | Уильям Шекспир       |
| Гвинет Пэлтроу   | Виола де Лессепс     |
| Джеффри Раш      | Филип Хенслоу        |
| Колин Фёрт       | Лорд Уэссекс         |
| Бен Аффлек       | Нед Аллен            |
| Джуди Денч       | королева Елизавета I |
| Том Уилкинсон    | Хью Феннимен         |
| Мартин Клунз     | Ричард Бёрбедж       |
| Саймон Кэллоу    | сэр Эдмунд Тилни     |
| Имельда Стонтон  | Кормилица            |
| Руперт Эверетт   | Кристофер Марлоу     |
| Джо Робертс      | Джон Уэбстер         |
| Джим Картер      | Ральф Башфорд        |
| Дэниел Броклбэнк | Сэм Госс             |

## Производство
Первоначальная идея фильма «Влюблённый Шекспир» была предложена сценаристу Марку Норману в конце 1980-х годов его сыном Закари Zachary. Норман написал черновик сценария и представил его режиссёру Эдварду Цвику, что привлекло Джулию Робертс, которая согласилась сыграть Виолу. Однако Цвику не понравился сценарий Нормана, и она наняла драматурга Тома Стоппарда для его доработки (первым крупным успехом Стоппарда стала пьеса на шекспировскую тему «Розенкранц и Гильденстерн мертвы»).
Фильм был запущен в производство в 1991 году на студии Universal Pictures, режиссёром выступил Цвик. Хотя декорации и костюмы уже были в процессе изготовления, актёр на роль Шекспира ещё не был выбран, поскольку Робертс настаивала, что на эту роль может сыграть только Дэниел Дэй-Льюис. Дэй-Льюис не проявил интереса, и, не сумев убедить Робертса, отказался от участия в фильме за шесть недель до начала съёмок. Цвик и студия пытались провести тесты на химию между Робертс и несколькими тогда ещё неизвестными актёрами, включая Хью Гранта, Рэйфа Файнса, Джереми Нортэма, Руперта Грейвса, Колина Фёрта и Шона Бина, но Робертс либо пропускала встречи, либо находила недостатки во всех них. После последней пробы с Полом Макганном Робертс отказалась от участия в съёмках, что Цвик объяснила неуверенностью в себе из-за давления, которое она испытывала, пытаясь добиться успеха в роли. Производство пошло на спад, и Цвик не смогла убедить другие студии взяться за сценарий. Отмена фильма обошлась Universal в 6 миллионов долларов.
В конце концов, Цвик заинтересовалась сценарием студией Miramax Films, но та выбрала Джона Мэддена в качестве режиссёра. Глава Miramax Films Харви Вайнштейн выступил в качестве продюсера. Тот факт, что президент студии присвоил себе статус продюсера, вызвал бурную реакцию в индустрии, что привело к появлению так называемого «правила Харви», согласно которому для получения статуса Гильдии продюсеров Америки продюсер должен был внести реальный вклад в создание фильма. Чтобы оправдать своё продюсерское звание, Харви утверждал, что взял отпуск, отстранённый от руководства Miramax Films, чтобы поработать над этим фильмом. Марк Гилл, давний руководитель Miramax Films, назвал его «полной ерундой».
Вайнштейн уговорил Бена Аффлека согласиться на небольшую роль Неда Аллена. Кейт Уинслет предложили роль Виолы после успеха «Титаника», но она отказалась, решив заняться независимым кино. На главную роль также рассматривались Вайнона Райдер, Дайан Лейн и Робин Райт.
Основные съёмки начались 2 марта 1998 года и закончились 10 июня 1998 года.
После первых тестовых показов фильм был значительно переработан. Сцена с Шекспиром и Виолой в лодке была переснята, чтобы сделать её более эмоциональной, а некоторые реплики были переписаны, чтобы прояснить причины, по которым Виола должна была выйти замуж за Уэссекса. Концовку переснимали несколько раз, пока Стоппард в конце концов не придумал, как Виола намекает Шекспиру, что их расставание может вдохновить его на следующую пьесу.
Среди локаций, использованных для съёмок, были Хэтфилд-хаус в Хартфордшире (сцена фейерверка), замок Бротон в Оксфордшире (который сыграл роль особняка де Лессепсов), пляж в Холкхэме в Норфолке, часовня Итонского колледжа в Беркшире и Большой зал Миддл-Темпла в Лондоне.

## Отсылки к елизаветинской литературе
Многие действия фильма перекликаются с «Ромео и Джульеттой». Уилл и Виола разыгрывают знаменитые сцены на балконе и в спальне; как и у Джульетты, у Виолы есть остроумная няня, и её с Уиллом разделяет пропасть долга (хотя и не семейная вражда в пьесе: «два дома» в «Ромео и Джульетте», как говорят, вдохновлены двумя соперничающими театрами). Кроме того, влюбленные одинаково «несчастны» – им не суждено быть вместе (поскольку Виола – богатая и амбициозная купчиха, обещанная графу Уэссекскому, в то время как сам Шекспир беден и уже женат). Розалина, в которую Уилл влюблен в начале фильма, – тезка возлюбленной Ромео из начала пьесы. Есть отсылки к более ранним кинематографическим версиям Шекспира, например, сцена на балконе, пародирующая «Ромео и Джульетту» Франко Дзеффирелли.
Многие другие сюжетные приёмы, использованные в фильме, характерны для шекспировских комедий и других пьес елизаветинской эпохи: монарх, неузнанным среди простого народа (ср. «Генрих V»), переодевание в одежду другого пола, ошибочное опознание, поединок на мечах, подозрение в супружеской неверности, мнимое появление призрака (ср. «Гамлет» и «Макбет») и «пьеса в пьесе». По словам Дугласа Брода, фильм мастерски изображает многие из этих приёмов так, словно описываемые события вдохновили самого Шекспира использовать их в своих пьесах.
Кристофер Марло представлен в фильме как мастер-драматург, которого персонажи считают величайшим английским драматургом того времени – это исторически достоверно, но в то же время и юмористично, поскольку зрители фильма знают, что в конечном итоге станет с репутацией Шекспира. Марло даёт Шекспиру сюжет для своей следующей пьесы «Ромео и Этель, дочь пирата» («Ромео — итальянец... вечно влюблённый и разлюблённый... пока не встречает... Этель. Дочь своего врага! Его лучшего друга убивает на дуэли брат Этель или что-то в этом роде. Его зовут Меркуцио».) Доктор Фауст Кристофера Марло цитируется неоднократно: «Это ли лицо, что спустило на воду тысячу кораблей/И сожгло бездонные башни Илиона?» Также упоминается последняя, незаконченная пьеса Марло «Парижская резня» в сцене, где Марло (Руперт Эверетт) требует у Ричарда Бербеджа (Мартин Клунз) плату за последний акт пьесы. Бербедж обещает заплатить на следующий день, поэтому Марло отказывается расставаться с пажами и отправляется в Дептфорд, где его убивают. Единственный сохранившийся текст «Парижской резни» – это недатированный октаво, который, вероятно, слишком короток, чтобы представлять собой полную оригинальную пьесу. Предполагается, что это мемориальная реконструкция, выполненная актёрами, исполнявшими пьесу.
Ребёнок Джон Уэбстер (Джо Робертс), играющий с крысами, – отсылка к ведущей фигуре следующего, якобинского, поколения драматургов. Его пьесы («Герцогиня Мальфи», «Белый дьявол») известны своей «кровью и расчленёнкой», о чём ребёнок шутливо говорит, говоря, что ему нравится «Тит Андроник», а также говоря о «Ромео и Джульетте», когда королева спросила его мнение: «Мне понравилось, как она закололась». Аналогично, лодочник по Темзе, который перевозит Шекспира в поместье Робера де Лессепса и пытается узнать мнение Шекспира о его собственном произведении, отсылает к Джону Тейлору.
Когда клоун Уилл Кемп (Патрик Барлоу) говорит Шекспиру, что хотел бы сыграть в драме, тот отвечает: «Если бы ты сыграл, над Сенекой бы посмеялись». Это отсылка к римскому трагику, известному своими мрачными и кровавыми сюжетами, оказавшими большое влияние на развитие английской трагедии.
Уилл неоднократно подписывает бумагу, на которой можно увидеть множество относительно неразборчивых подписей. Это отсылка к тому факту, что существует несколько вариантов подписи Шекспира, и в каждом из них он писал своё имя по-разному.

## Награды и номинации

### Споры вокруг Оскара
Фильм «Влюблённый Шекспир» получил премию «Оскар» за лучший фильм на 71-й церемонии вручения премии «Оскар», спорно обойдя полюбившийся критикам фильм «Спасти рядового Райана» и став первой комедией, получившей эту награду после «Энни Холл» (1977). Решение Академии подверглось критике со стороны многих, поскольку фильм был присужден «Оскару» вместо «Спасти рядового Райана», а Гвинет Пэлтроу победила в номинации «Лучшая женская роль», опередив Кейт Бланшетт за «Елизавету».
Многие эксперты предполагали, что эта победа была связана с рекламной кампанией, организованной Вайнштейном. Сообщалось, что Вайнштейн силой заставил актёров фильма участвовать в беспрецедентном блицкриге прессы. Терри Пресс, тогдашний руководитель DreamWorks Pictures, заявил, что Вайнштейн и Miramax «пытались убедить всех, что „Спасти рядового Райана“ — это всего лишь первые 15 минут». Марк Гилл, тогдашний руководитель Miramax, утверждал, что Вайнштейн полагался на относительно дешёвую рекламу. Он заявил: «Это не означало, что звёздам говорят: „Ладно, можете сходить на пару ток-шоу, чтобы начать показ фильма, и дать интервью на выходных, и большое спасибо за помощь“», — сказал Гилл. «Это было просто: „Доброе утро. У тебя ещё три месяца, чтобы пожимать руки и целовать младенцев“».
В 2015 году журнал The Hollywood Reporter, заявив, что опросил сотни членов Киноакадемии, указал, что, если бы им пришлось выбирать между „Влюблённым Шекспиром“ и „Спасти рядового Райана“, большинство из них присудили бы „Оскар“ за лучший фильм последнему. (В той же статье утверждалось, что результаты четырёх других победителей в номинации „Лучший фильм“ также были бы другими, и их опрос был назван «референдумом о том, какие фильмы выдержали испытание временем».) В 2020 году Гленн Клоуз заявила в интервью Питеру Трэверсу, что, по её мнению, победа Пэлтроу в номинации „Лучшая женская роль“ над Фернандой Монтенегру за „Центральный вокзал“ была «нелогичной». В ответ Монтенегро сказала, что благодарна Клоуз за похвалу, но считает, что „Оскар“ должен был достаться Бланшетт.

### Награды
Фильм был номинирован на соискание 119 различных кинонаград и получил 58 из них. Полный перечень наград и номинаций — на сайте IMDB.
| Премия                         | Категория                                          | Имя                                                                       | Результат |
| ------------------------------ | -------------------------------------------------- | ------------------------------------------------------------------------- | --------- |
| Оскар                          | Лучший фильм                                       | Донна Джильотти, Марк Норман, Дэвид Парфитт, Харви Вайнштейн, Эдвард Цвик | Победа    |
| Оскар                          | Лучшая режиссура                                   | Джон Мэдден                                                               | Номинация |
| Оскар                          | Лучшая женская роль                                | Гвинет Пэлтроу                                                            | Победа    |
| Оскар                          | Лучшая мужская роль второго плана                  | Джеффри Раш                                                               | Номинация |
| Оскар                          | Лучшая женская роль второго плана                  | Джуди Денч                                                                | Победа    |
| Оскар                          | Лучший оригинальный сценарий                       | Марк Норман, Том Стоппард                                                 | Победа    |
| Оскар                          | Лучшая операторская работа                         | Ричард Грейтрекс                                                          | Номинация |
| Оскар                          | Лучшая работа художника-постановщика               | Мартин Чайлдс, Джилл Куиртьер                                             | Победа    |
| Оскар                          | Лучший дизайн костюмов                             | Сэнди Пауэлл                                                              | Победа    |
| Оскар                          | Лучший монтаж                                      | Дэвид Гэмбл                                                               | Номинация |
| Оскар                          | Лучший грим                                        | Лиза Уэсткотт, Вероника Бребнер                                           | Номинация |
| Оскар                          | Лучшая музыка к фильму                             | Стивен Уорбек                                                             | Победа    |
| Оскар                          | Лучший звук                                        | Робин О’Донохью, Доминик Лестер, Питер Глоссоп                            | Номинация |
| BAFTA                          | Лучший фильм                                       | Донна Джильотти, Марк Норман, Дэвид Парфитт, Харви Вайнштейн, Эдвард Цвик | Победа    |
| BAFTA                          | Лучшая режиссура                                   | Джон Мэдден                                                               | Номинация |
| BAFTA                          | Лучшая мужская роль                                | Джозеф Файнс                                                              | Номинация |
| BAFTA                          | Лучшая женская роль                                | Гвинет Пэлтроу                                                            | Номинация |
| BAFTA                          | Лучшая мужская роль второго плана                  | Джеффри Раш                                                               | Номинация |
| BAFTA                          | Лучшая мужская роль второго плана                  | Том Уилкинсон                                                             | Номинация |
| BAFTA                          | Лучшая женская роль второго плана                  | Джуди Денч                                                                | Победа    |
| BAFTA                          | Лучший оригинальный сценарий                       | Марк Норман, Том Стоппард                                                 | Номинация |
| BAFTA                          | Лучшая операторская работа                         | Ричард Грейтрекс                                                          | Номинация |
| BAFTA                          | Лучшая работа художника-постановщика               | Мартин Чилдс                                                              | Номинация |
| BAFTA                          | Лучший дизайн костюмов                             | Сэнди Пауэлл                                                              | Номинация |
| BAFTA                          | Лучший монтаж                                      | Дэвид Гэмбл                                                               | Победа    |
| BAFTA                          | Лучший грим                                        | Лиза Уэсткотт                                                             | Номинация |
| BAFTA                          | Лучшая музыка к фильму                             | Стивен Уорбек                                                             | Номинация |
| BAFTA                          | Лучший звук                                        | Робин О’Донохью, Джон Даунер, Доминик Лестер, Питер Глоссоп               | Номинация |
| Золотой глобус                 | Лучший фильм — комедия или мюзикл                  |                                                                           | Победа    |
| Золотой глобус                 | Лучшая режиссура                                   | Джон Мэдден                                                               | Номинация |
| Золотой глобус                 | Лучшая женская роль в комедии или мюзикле          | Гвинет Пэлтроу                                                            | Победа    |
| Золотой глобус                 | Лучшая мужская роль второго плана                  | Джеффри Раш                                                               | Номинация |
| Золотой глобус                 | Лучшая женская роль второго плана                  | Джуди Денч                                                                | Номинация |
| Золотой глобус                 | Лучший сценарий                                    | Марк Норман, Том Стоппард                                                 | Победа    |
| Премия Гильдии киноактёров США | Лучший актёрский ансамбль                          |                                                                           | Победа    |
| Премия Гильдии киноактёров США | Лучшая мужская роль                                | Джозеф Файнс                                                              | Номинация |
| Премия Гильдии киноактёров США | Лучшая женская роль                                | Гвинет Пэлтроу                                                            | Победа    |
| Премия Гильдии киноактёров США | Лучшая мужская роль второго плана                  | Джеффри Раш                                                               | Номинация |
| Премия Гильдии киноактёров США | Лучшая женская роль второго плана                  | Джуди Денч                                                                | Номинация |
| Грэмми                         | Лучшая инструментальная композиция для кино или ТВ | Стивен Уорбек                                                             | Номинация |

## Интересные факты о фильме
- Награды. Фильм получил 7 премий «Оскар», включая «Лучший фильм» и «Лучшую женскую роль» (Гвинет Пэлтроу).
- Кастинг. Изначально на главную женскую роль планировалась Джулия Робертс, но она отказалась. Роль Шекспира предлагали Дэниелу Дэй-Льюису и Кеннету Брана.
- Историческая достоверность. Несмотря на вымышленный сюжет, создатели фильма уделили большое внимание историческим деталям костюмов и декораций.
- Камео. В фильме есть небольшое появление Бена Аффлека в роли актера Неда Аллейна.
- Влияние на карьеру. Роль в этом фильме стала прорывной для Джозефа Файнса (Шекспир).
- Интересный факт. Джуди Денч получила «Оскар» за роль королевы Елизаветы I, несмотря на то, что её экранное время составляло всего 8 минут.
- Вдохновение. Сценаристы вдохновлялись пьесами самого Шекспира, особенно комедиями, при создании сюжета.
- Успех. Фильм стал неожиданным хитом, собрав более $289 миллионов по всему миру при бюджете около $25 миллионов.
- Литературные отсылки. В фильме много отсылок к произведениям Шекспира, особенно к «Ромео и Джульетте» и «Двенадцатой ночи».
- Критика. Несмотря на коммерческий успех и награды, некоторые историки критиковали фильм за исторические неточности и романтизацию образа Шекспира.